# Laura Ford

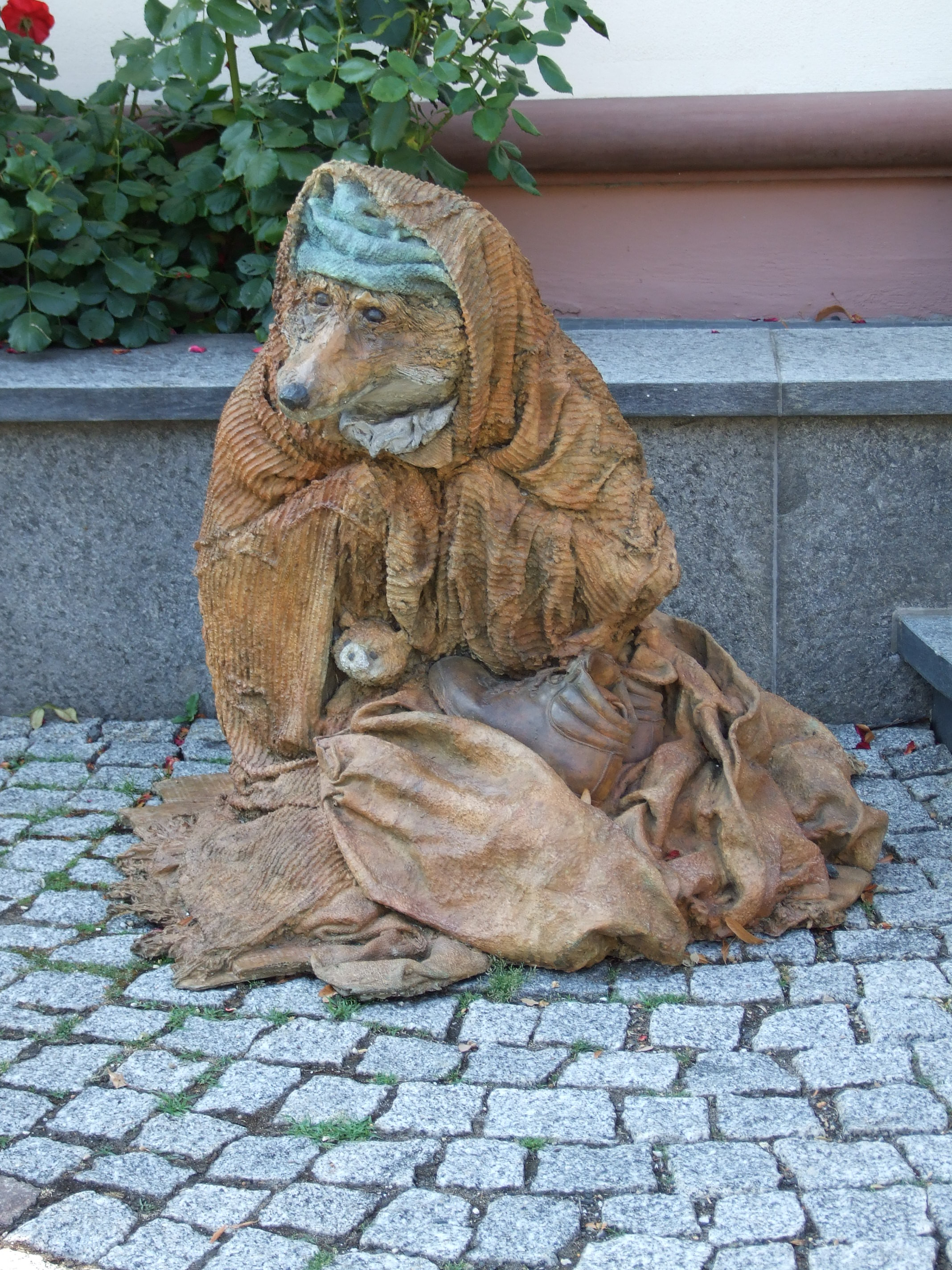
Rag and Bone with blanket (Hemlös räv) i Bad Homburg

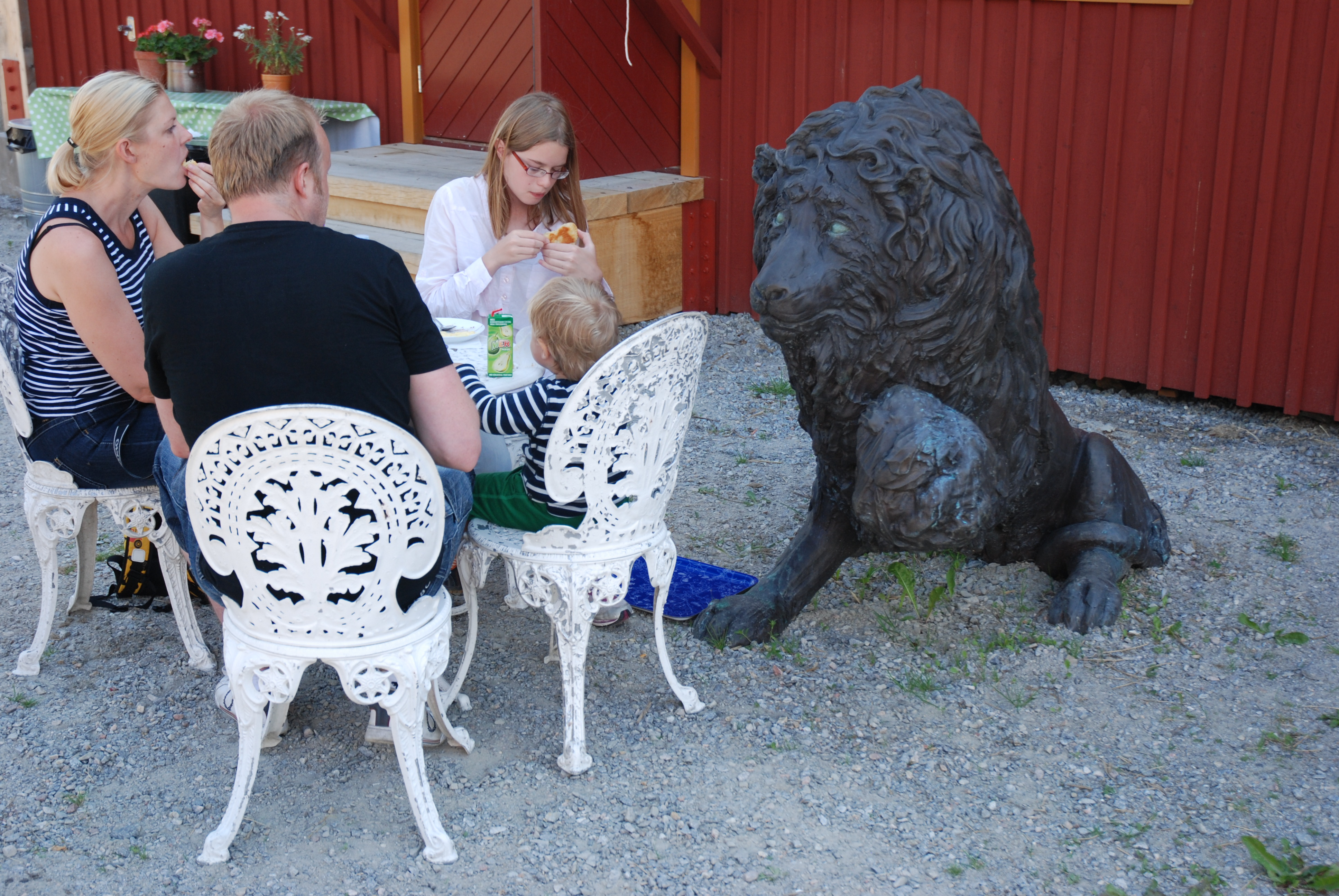
Lion på Skulptur i Pilane sommaren 2011

Laura Ford, född 1961 i Cardiff i Wales, är en brittisk skulptör.
Laura Ford utbildade sig på Bath Academy of Art 1978–1982, studier som inkluderade en termin vid Cooper Union School of Art i New York, samt vid Chelsea School of Art i London 1982–1983. Hon representerade Wales vid Konstbiennalen i Venedig 2009. 
Vid en utställning 2007–2008 presenterade hon sina så kallade Rag and Bone-skulpturer. De föreställer djur som likt hemlösa och utsatta människor letar mat i soptunnor, söker skydd under slitna filtar och hukar sig vid sina av lump fullastade shoppingvagnar. Laura Fords djurfigurer har inspirerats av Beatrix Potters sagoböcker.

## Verk i urval
- Rag and Bone With Bin, patinerad brons, 2007
- Rag and Bone With Bags, patinerad brons, 2007
- Rag and Bone With Blanket, Hemlös räv, patinerad brons, 2008, vid Rosenbad (59°19′42.48″N 18°4′0.48″Ö / 59.3284667°N 18.0668000°Ö))[1] vid korsningen Drottninggatan/Strömgatan i Stockholm och på gården till Sinclair Haus i Bad Homburg i Tyskland (50°13′37.67″N 8°36′42.86″Ö / 50.2271306°N 8.6119056°Ö)
- Lion, brons, 2011, Restad gård i Vänersborg
- Weeping Girl, Väntsalen på Centralstationen i Göteborg

## Fotogalleri

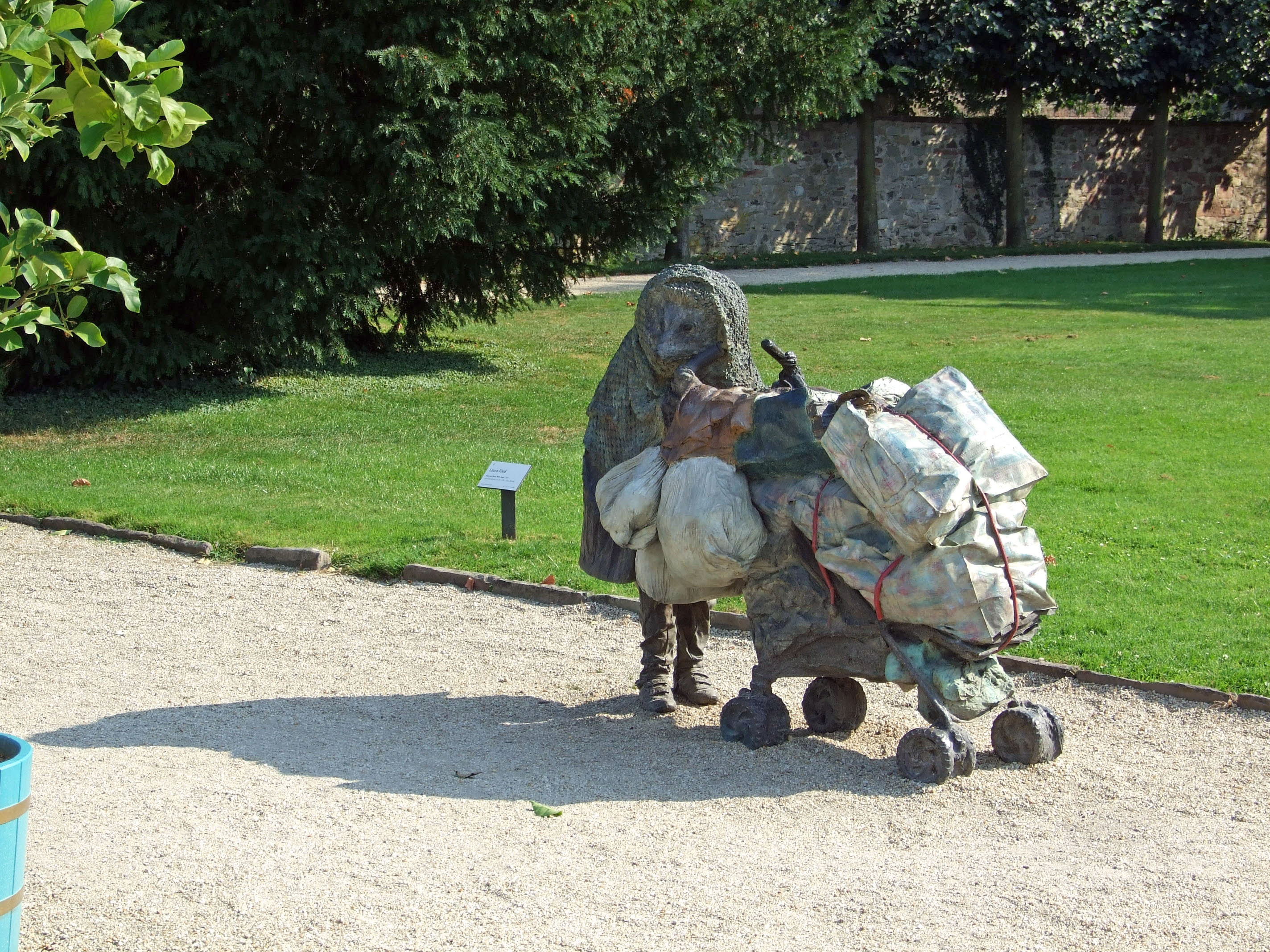
Rag and Bone with Bags
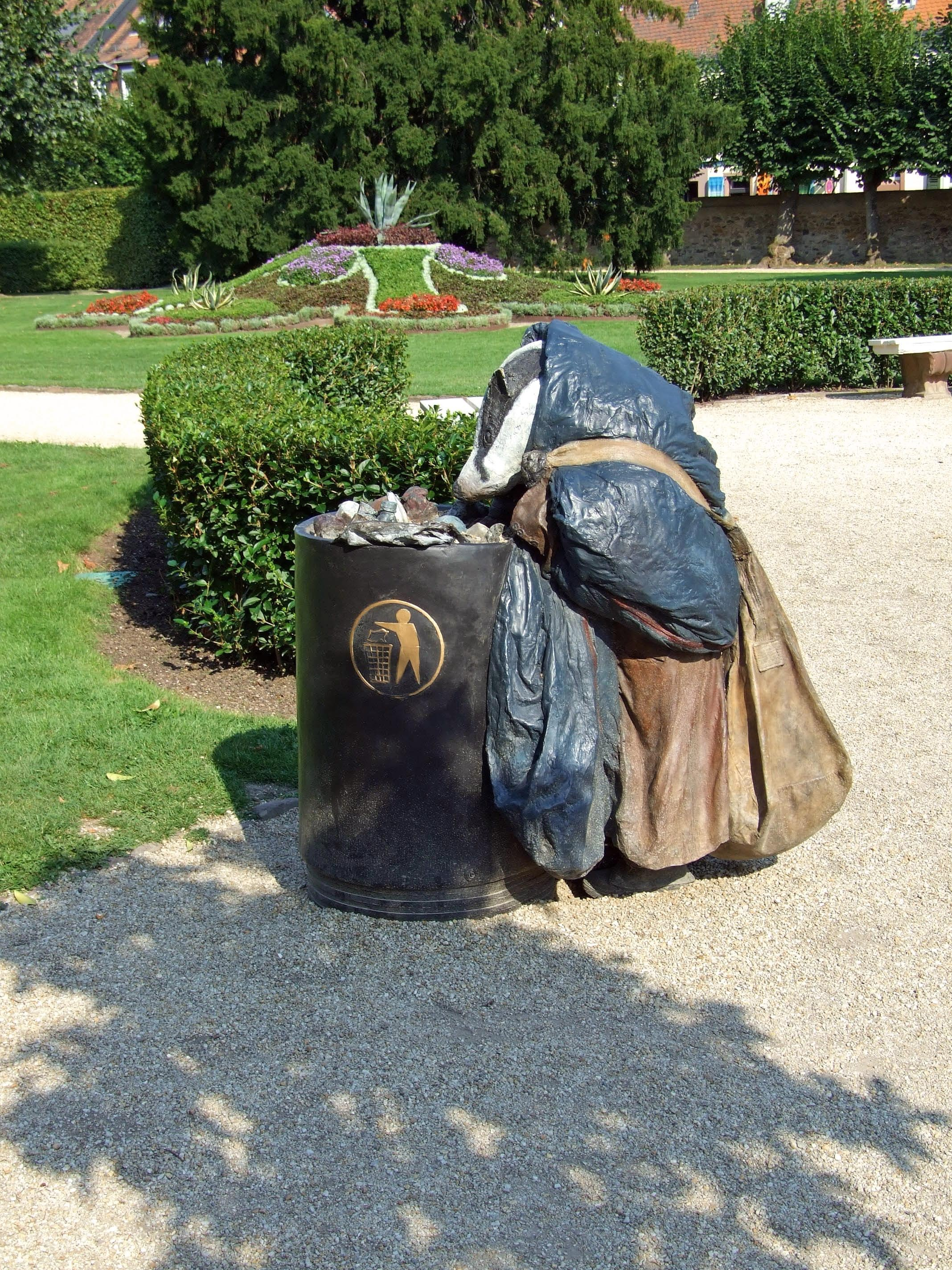
"Rag and Bone With Bin
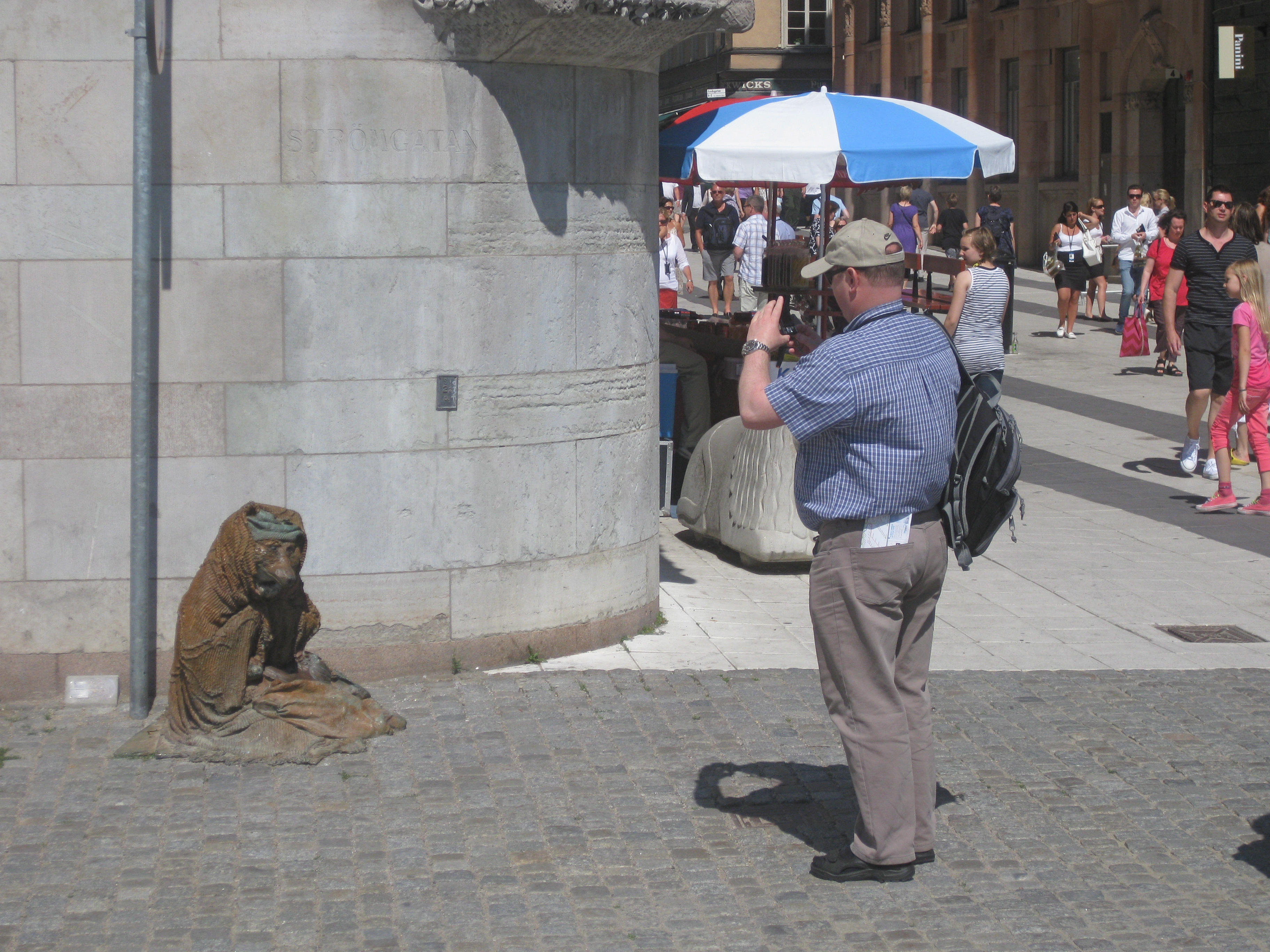
Hemlös räv i Stockholm